# Tulipa kolpakowskiana
Tulipa kolpakowskiana (укр. Тюльпан Колпаковського) — багаторічна рослина роду тюльпан родини лілійних.

## Історія

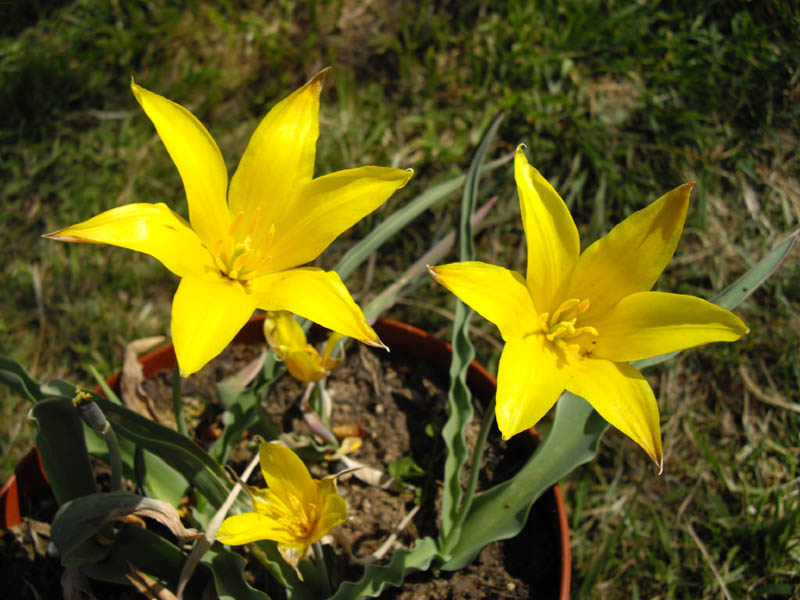
Загальний вигляд

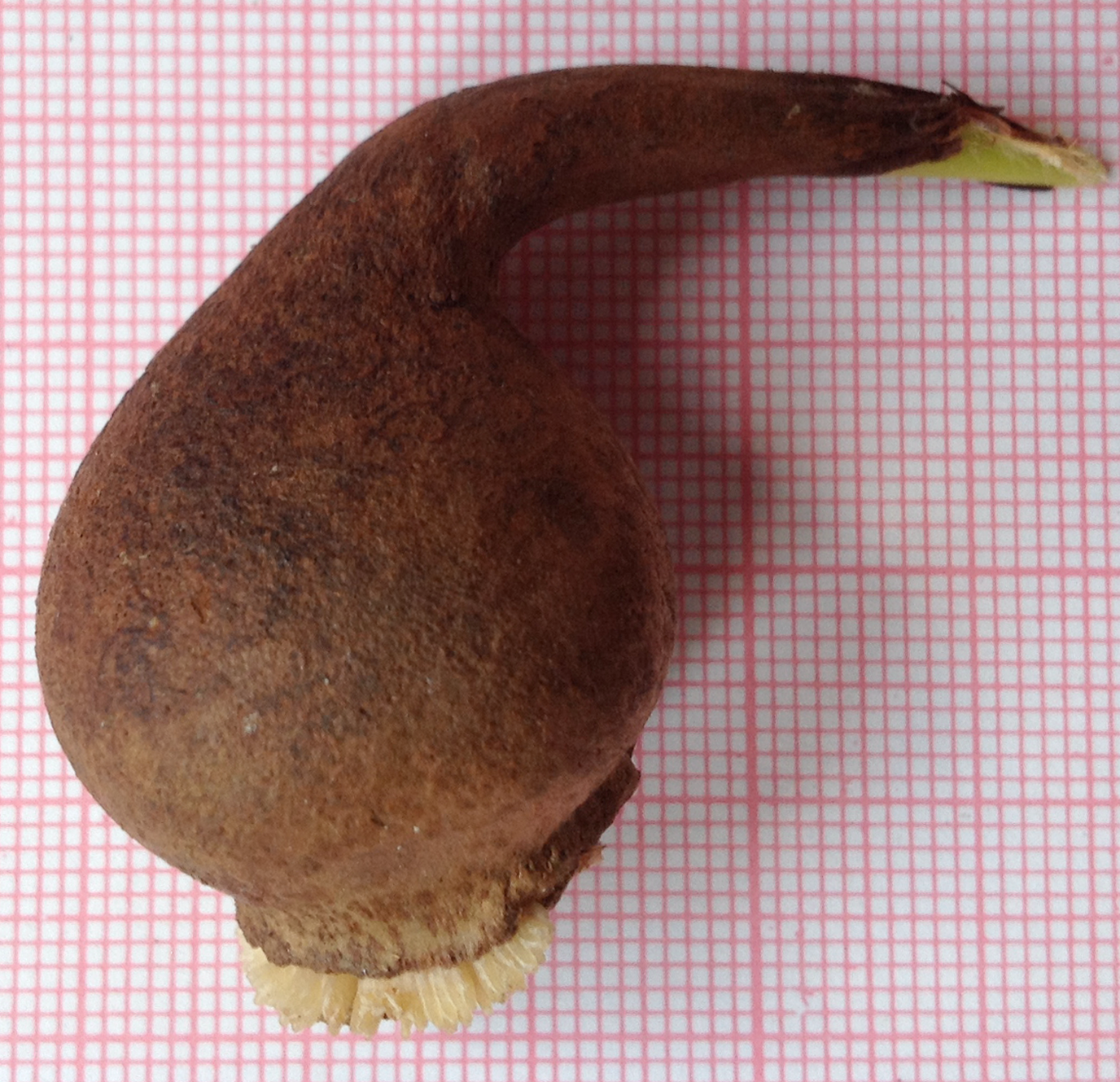
Цибулина

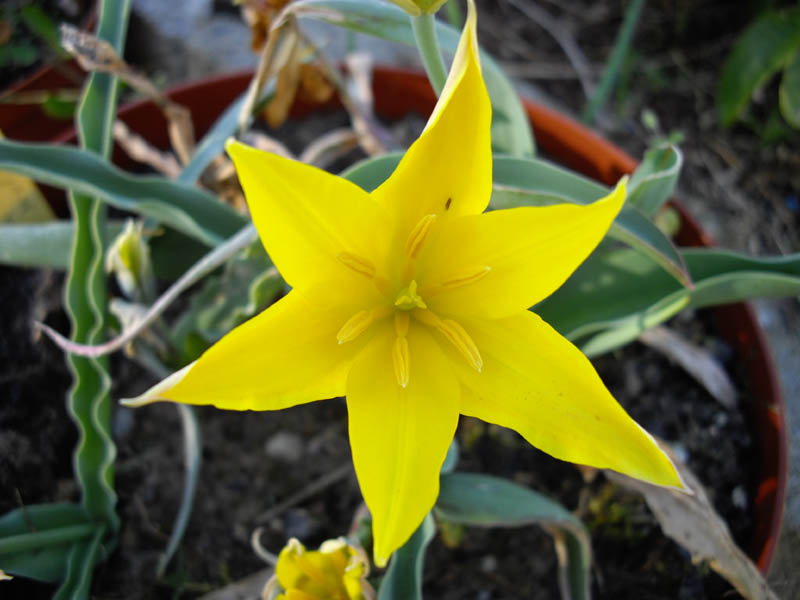
Квітка

У 1877 році Едуард Регель описав цей вид за зразками, зібраними в околицях міста Вєрного (нині Алмати). Вид названий на честь Герасима Олексійовича Колпаковського (1819—1896), почесного члена Російського географічного товариства. Будучи губернатором Семирічинської (нині Алматинської) області, він багато сприяв експедиціям ботаніків, зокрема, А. Е. Регеля (сина Едуарда Регеля), О. M. Фетисова.

## Опис
Цибулина яйцеподібна, 1,5-3,5 см в діаметрі, з чорно-корічневими міцними, шкірястими покривними лусками, у верхівки притиснуто волосистими. Волоски опушення досить товсті і прямі. Стебло разом з квітконіжкою здіймається від поверхні ґрунту на 10 — 35 см. Листків — 3 штуки, стирчать догори, в жодної рослини на землі не лежать, відходять від стебла під кутом не більше 30-35°, вгорі дещо відхилені; розставлені один від одного по стеблу на 2-3 см, верхні меншого розміру, особливо за шириною, сизі, голі, по краю війчасті, трохи кучеряві, але сильно жолобчасті. Нижній лист ланцетовий (до 18 см завдовжки, 2,2 см завширшки), верхній — лінійний (13 см завдовжки, 0,7 см завширшки). Квітка жовта, одиночна, в бутоні різко никне до землі, перед цвітінням випрямляється; складена у вигляді подвійної чаші, зі слабким медовим ароматом весняних квітів. Зовнішні листочки оцвітини довгасто ромбічні, на верхівці відтягнуті в гострий кінчик (2-6 см завдовжки, 0,7-3 см завдовжки), по спинці зеленуваті, з жовтим фоном, що просвічує, сильно пом'якшеним сизим нальотом. Внутрішні листочки оцвітини обернено-довгасто-яйцеподібні або вузько-неправильно-ромбічні, в нижній половині подовжені, на вершині відтягнуті в довгий гострий кінчик, зовні жовті, більш золотисті до основи, з зеленуватою центральною жилкою, з внутрішньої поверхні жовті, але більш яскраві до основи. Тичинки в 2,5-3 рази коротші оцвітини і трохи довші зав'язі. Тичинкові нитки голі, яскраво-жовті, за довжиною рівні пильовикам (0,8 см завдовжки, 0,21 см завширшки). Пильовики жовті, але блідіші, ніж нитки, відразу відкриваються по всій довжині. Зав'язь зелена, яскрава, по ребрах темніша, рівна по всій довжині у вигляді товстенькою палички (1,35 см заввишки, 0,25-0,35 см завширшки), з майже сидячим кремовим рильцем. Його лопаті охоплюють зав'язь з боків. Плід — коробочка (4 см завдовжки, 1,5 см завширшки) у верхній частині в закритому стані довгаста, майже циліндрична, дещо розширена догори, особливо у відкритих коробочок. Плодоніжка тонка (0,25 см і тонше); до 28 см завдовжки. Насіння світло-коричневе, майже без облямівки, 0,45 см завдовжки і 0,3 см завширшки. Кількість нормально розвинених насіння до 180 штук. Розмноження насіннєве і вегетативне.
За морфологічними ознаками цей вид дуже схожий з Tulipa ostrowskiana (укр. тюльпан Островського). Відрізняється більш розставленими листками, що перевищують квітку, і жовтими, зрідка — червоними, однотонними, без плям листочками оцвітини.
Зацвітає з кінця першої декади квітня до травня. Плодоносить з початку червня до липня.

## Екологія
Росте на глинистих, рідше щебнистих схилах степових і пустельних передгір'їв.
У природі нерідкі спонтанні гібриди з Tulipa ostrowskiana (укр. тюльпан Островського). Масиви таких гібридних популяцій дуже барвисті своєю строкатістю під час цвітіння. Рідше зустрічаються гібриди з Tulipa tetraphylla (укр. тюльпан чотирилистковий).

## Поширення
Тюльпан Колпаковського — ендемічна рослина Середньої Азії. Ареал охоплює Алматинську і Жамбильську області Казахстану (Східна частина Джунгарського Алатау, Заілійський Алатау, Чу-Ілійські гори, Киргизький хребет), суміжні райони Киргизстану і Східного Туркестану.

## Охоронні заходи
Вид занесений до Червоних книг Казахстану і Киргизстану. Частина популяцій охороняється в Алматинському заповіднику, а також на території національних парків Алтин-Емель і Іле-Алатауського.

## Культивування
Вперше введений в культуру в Санкт-Петербурзькому ботанічному саду. Стійкий при вирощуванні в південних регіонах колишнього СРСР, добре цвіте і плодоносить, дає самосів. При вирощуванні у північних регіонах потребує укриття на зиму. При вирощуванні з насіння перші особи зацвітають на 4-му році життя.

## Використання
Перспективний для озеленення, цінується через добру здатність до вегетативного розмноження. У селекції не використовується.

## Систематика
У деяких джерелах цей таксон вважається підвидом тюльпана алтайського (Tulipa altaica) — Tulipa altaica var. altaica.